# 4 Hot Wave
4 Hot Wave è il 32º singolo della cantante giapponese Koda Kumi.  Si tratta di un A-Side quadruplo, che contiene cioè quattro brani. È stato pubblicato il 26 luglio, del 2006, circa due mesi dopo il singolo precedente, Koi no Tsubomi (恋のつぼみ).
Le fotografie utilizzate per la copertina sono state scattate in Marocco. È arrivato alla prima posizione in classifica nel giorno e nel mese e ha venduto 207 000 copie durante la prima settimana, più di qualunque altra artista femminile giapponese in quell'anno.

## Video
I video musicali dei singoli brani sono parti di un'unica storia, che inizia con Ningyo-hime, prosegue con JUICY e With your smile e termina con I'll be there.

## Tracce

### CD
1. Introduction ~I'll be there~
2. Ningyo-hime - (Kumi Koda - Miki Watanabe)
3. I'll be there - (Kumi Koda - Shintaro Hagiwara, tasuku)
4. Interlude ~JUICY/Ningyo-hime~
5. JUICY - (Yo Taira [Digz, Inc.] - STY [Digz, Inc.])
6. With your smile - (Kumi Koda - Toru Watanabe, h-wonder)
7. Outroduction ~With your smile~

### DVD
1. JUICY PV
2. With your smile PV
3. I'll be there PV
4. Ningyo-hime PV
5. "Maroc" Photobook Offshoot (First Press Editions only)

## Informazioni
I brani sono stati utilizzati per pubblicità televisive:
- I'll be there per "Seabreeze" (crema solare).
- JUICY per "Gem Cerey" (gioielli).
- Ningyo-hime per il modello di telefono cellulare "Vodafone 705T".

## Live
- 3 luglio 2006 – Popjam DX – Medley (I'll be there / Ningyo-hime)
- 21 luglio 2006 – Music Station – "I'll be there"
- 22 luglio 2006 – MelodiX! – "I'll be there"
- 28 luglio 2006 – Music Station – "Ningyo-hime"
- 29 luglio 2006 – Music Fair 21 – "I'll be there" (con i TRF), "Koi no Tsubomi" (con i TRF), "Joy" (con i TRF), "Ningyo-hime"
- 29 luglio 2006 – CDTV – "Ningyo-hime"
- 30 luglio 2006 – Cable Awards
- 3 agosto 2006 – Utaban – "I'll be there"